# Rita Baga
Rita Baga, pseudònim artístic de Jean-François Guevremont (Boucherville, Quebec, 27 de maig de 1987), és una drag-queen quebequesa. És activa des del 2007 i una figura important de l'escena cultural LGBTIQ+ al Quebec. Fou finalista a Canada's Drag Race, un programa de telerealitat anglocanadenc. També participà a Big Brother Célébrités i exercí de jutge a Qui sait chanter? —dos programes importants de xou d'impacte televisiu quebequesos.

## Trajectòria
Jean-François Guevremont va néixer a Boucherville, al Québec i es va graduar a la Universitat de Quebec a Montreal, on hi va estudiar recursos humans i desenvolupament turístic. Va crear el personatge de Rita Baga l'any 2007, a partir del qual va fer la seva primera aparició a l'escenari de Cabaret Mado (viatge LGBTIQ+ de Mont-real) amb motiu de l'aniversari de la seva amiga drag-queen, Dream. Acompanyat de dues drag-queens més, Marla i Célinda, el trio improvisat va oferir una interpretació de la pel·lícula Sister Act. Mado Lamotte, llavors presentadora de la vetllada, va considerar aquest trio de Rita, Marla i Célinda com a Les 3 Stooges.
Anys després, el 2017, Baga va debutar per la primera vegada a la televisió canadenca francesa amb el programa Ils du jour, elle de nuit (Radio-Canada) al costat de cinc drag queens més del Quebec. La sèrie va durar vuit episodis i va ser presentada per Mado Lamotte. L'any 2020, Rita Baga fou contrincant quebequesa a Canada's Drag Race (Crave), una adaptació canadenca del xou televisiu d'origen estatunidenc RuPaul's Drag Race. Va ser finalista amb Scarlet BoB, programa que finalment va guanyar la drag-queen Priyanka. Rita Baga va esdevenir en aquest programa una de les dues contrincants quebequeses, amb Kiara.
Després Canada's Drag Race (Crave), Rita Baga va passar per altres programes de televisió del Quebec. Va prendre part de manera notable a Big Brother Célébriétés del canal Noovo i ha estat columnista a La semaine des 4 Julie del canal Noovo), a Bonsoir Bonsoir del canal ICI Radio-Canada Téle, a En direct de l'univers del canal ICI Radio-Canada) i a Sans racune del canal TVA).
El maig de 2021, Baga va ser convidada al programa Tout le monde en parle (Radio-Canada), amb una audiència de gairebé un milió de telespectadors cada setmana. Durant el seu temps al programa, va expressar que el seu desig és donar a conèixer les drag-queens i estandarditzar la seva faceta artística. A partir d'aquell mateix, al canal Noovo, fou membre del jurat a Qui sait chanter amb la cantant quebequesa Roxanne Bruneau. Aquest programa de televisió era una adaptació quebequesa del concepte sud-coreà I Can See Your Voice. Fou també a finals de 2021 que Rita Baga va ser designada com a presentadora de la versió quebequesa del programa americà Dragnificent de TLC titulat la Drag en moi al canal de televisió canadenc Crave.